# جزيرة السلاحف
جزيرة السلاحف مسلسل رسوم متحركة فرنسي انتج عام 1995 ويتكون من 26 حلقة وتمت دبلجة المسلسل للغة العربية .

## روابط خارجية
- جزيرة السلاحف على موقع IMDb (الإنجليزية)
- جزيرة السلاحف على موقع كينوبويسك (الروسية)
- جزيرة السلاحف على موقع قاعدة بيانات الفيلم (الإنجليزية)

- Productions La Fête